# تريتي ديمري
تربيتي ديمري (من مواليد 23 فبراير 1994 ) هي ممثلة هندية تعمل في الافلام الهندية . وا اول ضهور لهى في الفيلم الكوميدي بوستر بويز (2017) وكان لها أول دور قيادي لها في الدراما الرومانسية ليلى ماحيني (2018). لقد لعبت منذ ذلك الحين دور البطولة في أفلام فترة انفيتا دوت بليل (2020) و قلعة (2022). ظهرت في قائمة فوربس اسيا 30 شخصا تحت 30  لعام 2021.
أول ظهور إخراجي لشارس تايلند ، في الكوميديا بعنوان “ بوستر بويز ” لعام 2017، بطولة صني ديول وبوبي ديول وتالياد في الأدوار القيادية. طبعة جديدة رسمية للفيلمالمارثي بوستر بويز ، وقد ظهرت على أنها موضع اهتمام تلبادي. ظهر ديمري بعد ذلك في دور قيادي في الدراما الرومانسية 2018ليلى محمود ، مقابل أفيناش تيواري . في مراجعتها لـ فيرست بوست ، أشارت آنا إم إم فيتيكاد إلى أنها "أشبعت ليلى بميزة جعلت مغازلات الشخصية المستمرة مع الخطر قابلة للتصديق".

## وصلات خارجية
- تريتي ديمري على موقع IMDb (الإنجليزية)
- تريتي ديمري على موقع قاعدة بيانات الأفلام العربية
- تريتي ديمري على موقع قاعدة بيانات الفيلم (الإنجليزية)